# Turnix sylvaticus

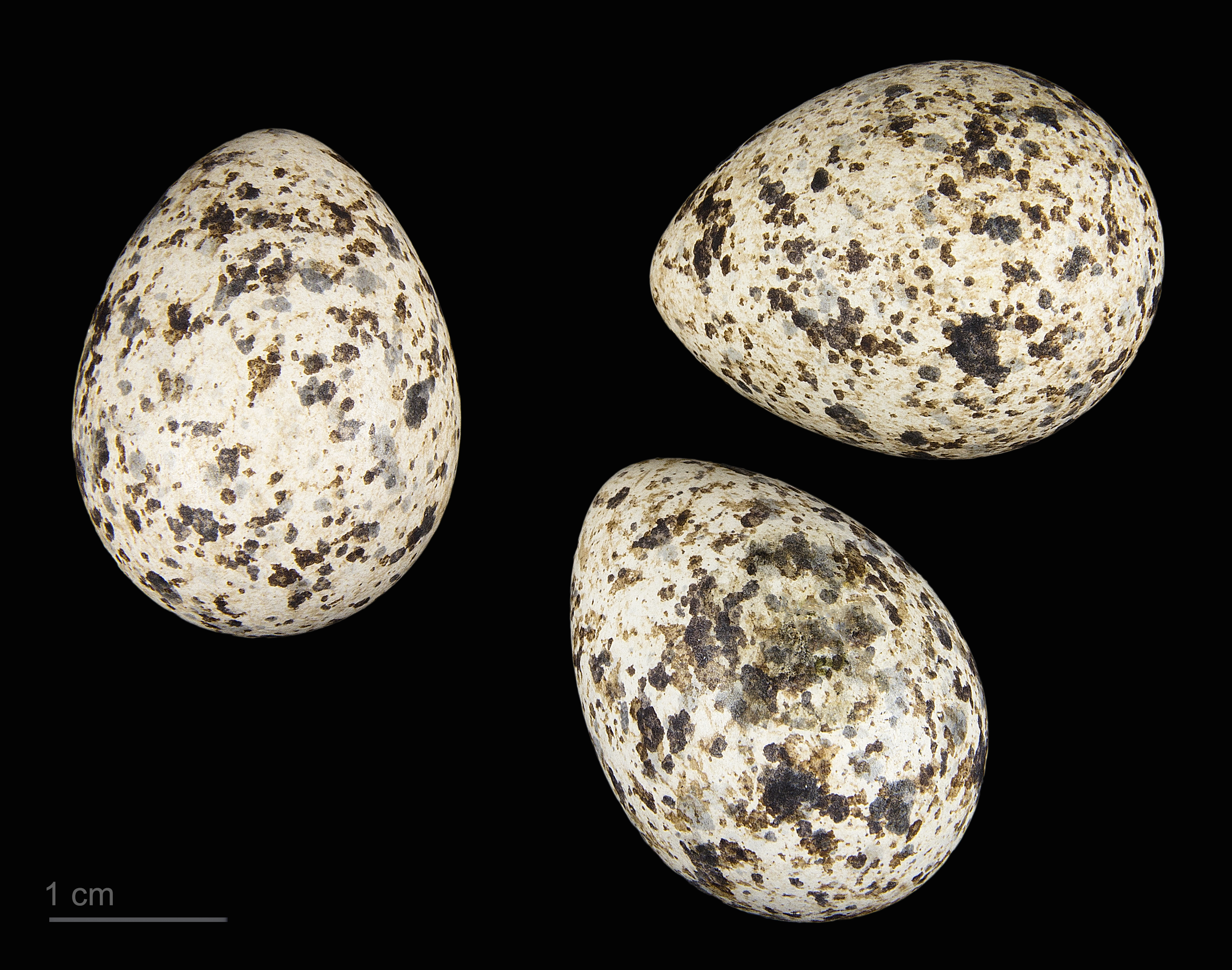
Uova di Turnix sylvaticus

La quaglia tridattila, quaglia tridattila europea o quaglia tridattila comune (Turnix sylvaticus, Desfontaines 1789) è un uccello caradriiforme della famiglia dei Turnicidi.

## Sistematica
Turnix suscitator ha 9 sottospecie:
- Turnix sylvaticus sylvaticus
- Turnix sylvaticus dussumier
- Turnix sylvaticus lepurana
  - Turnix sylvaticus alleni sottospecie di T. s. lepurana
  - Turnix sylvaticus arenarius sottospecie di T. s. lepurana
- Turnix sylvaticus davidi
  - Turnix sylvaticus mikado sottospecie di T. s. davidi
- Turnix sylvaticus whiteheadi
- Turnix sylvaticus nigrorum
- Turnix sylvaticus celestinoi
  - Turnix sylvaticus masaaki sottospecie di T. s. celestinoi
- Turnix sylvaticus suluensis
- Turnix sylvaticus bartelsorum

## Distribuzione e habitat
Questo uccello vive in quasi tutta l'Africa (manca in Egitto e sulle isole), nel sud della Spagna, in Asia meridionale e centrorientale dall'Iran all'Indonesia e dalla Cina alle Filippine, e in Arabia Saudita. È di passo in Yemen e Oman. È regionalmente estinto in Italia e in Bangladesh, mentre è probabilmente estinto in Algeria e in Portogallo.